# Bengasi-Anschlag

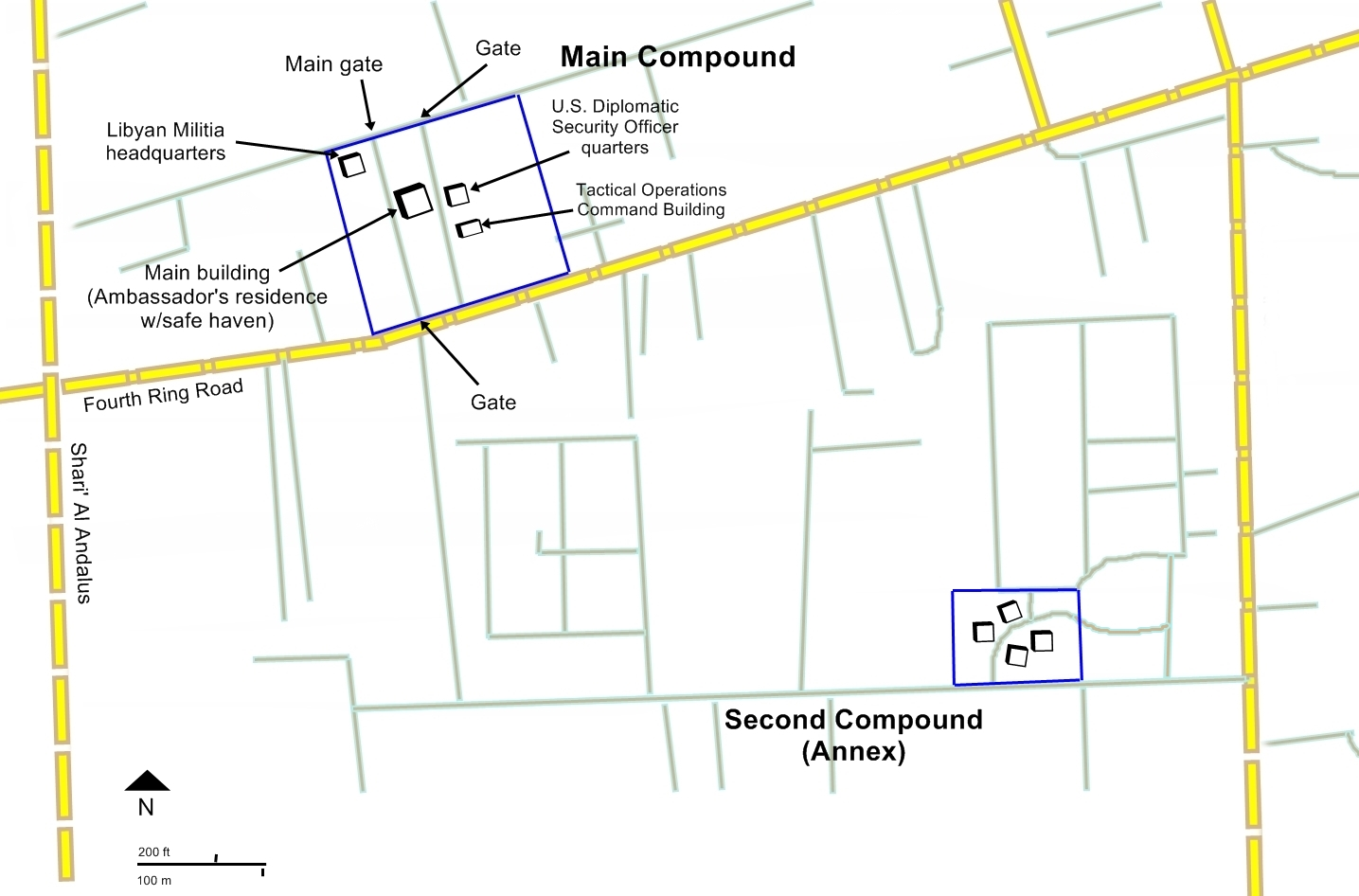
Lageplan des Konsulates (Hauptgelände und Nebenanlage)

Der Bengasi-Anschlag war ein Attentat auf das US-amerikanische Konsulat im libyschen Bengasi am 11. September 2012, bei dem u. a. der US-amerikanische Botschafter J. Christopher Stevens ums Leben kam. Hillary Clinton, die damalige US-amerikanische Außenministerin, wurde nach dem Anschlag dafür kritisiert, dass dieser gelingen konnte und nicht durch stärkere Sicherheitsvorkehrungen verhindert wurde.

## Verlauf und Folgen
Die Ereignisse erfolgten im Rahmen von antiamerikanischen Demonstrationen am Jahrestag der Anschläge vom 11. September 2001; gleichzeitig war ein Teil der muslimischen Bevölkerung durch den Film Innocence of Muslims aufgebracht, einem US-Amateurfilm, der für Muslime als beleidigend empfunden wurde.
Der Angriff auf das Konsulat in Bengasi selbst und später auf einen ca. 2 km entfernten Gebäudekomplex, der von der CIA genutzt wurde und in den sich das US-Personal nach den ersten Zusammenstößen zurückgezogen hatte, begann gegen 21:40 und dauerte bis in die Morgenstunden des 12. September; eine aufgebrachte Menschenmenge stürmte die Gebäude mit teils schweren Waffen und legte das Hauptgebäude in Brand, bevor das amerikanische Wachpersonal das Feuer erwiderte. Es kam zu insgesamt vier amerikanischen Todesopfern, darunter der Botschafter der Vereinigten Staaten J. Christopher Stevens.
In den frühen Morgenstunden konnten proamerikanische libysche Kräfte das US-Personal sicher zum Flugplatz geleiten, von wo es nach Deutschland evakuiert wurde.
Ob es bei den Feuerkämpfen zu libyschen Opfern kam, wurde nicht berichtet.
Einschätzungen des Vorsitzenden des Geheimdienstausschusses im US-Repräsentantenhaus Mike J. Rogers zufolge soll es sich bei dem Angriff auf das Konsulat in Bengasi um einen geplanten Terrorangriff und nicht um die spontane Äußerung von Wut und Hass gehandelt haben. Diese umstrittene Einschätzung wurde zum Gegenstand parteipolitischer Auseinandersetzungen und durch Recherchen der New York Times Ende 2013 widersprochen. Nach verschiedenen Aussagen sind jedoch die Geheimdienste heute der Auffassung, dass der Anschlag zumindest teilweise geplant war und Verbindungen zu Al-Qaida bestanden.
Hillary Clinton gestand bei ihrer Abschlussrede Fehler im Bürgerkrieg in Libyen ein und übernahm die Verantwortung für die Folgen des Anschlags.
2014 setzte das US-Repräsentantenhaus einen Untersuchungsausschuss ein; den Vorsitz hatte Trey Gowdy.

## Reaktion in der US-Medienlandschaft
Teile der US-amerikanischen Medienlandschaft attestieren der rechten und konservativen Presse eine Bengasi-Obsession. Der Aufregung um den Anschlag in Bengasi werden 13 Anschläge auf US-Botschaften und Konsulate während der Amtszeit des konservativen Präsidenten George W. Bush mit 60 Toten gegenübergestellt, die weder einen Untersuchungsausschuss noch ein annähernd vergleichbares Presseecho nach sich gezogen hätten.
In dem Artikel Ronald Reagan's Benghazi brandmarkte Jane Mayer die Doppelmoral des politischen Amerikas im Umgang mit dem Bengasi-Anschlag und mit dem Anschlag auf den US-Stützpunkt in Beirut 1983, bei dem 241 US-Soldaten starben.

## Film
Die Geschehnisse wurden im Buch 13 Hours: The Inside Account of What Really Happened in Benghazi vom Autor Mitchel Zuckoff sowie im darauf basierenden Film 13 Hours: The Secret Soldiers of Benghazi von Regisseur Michael Bay verarbeitet.